# José Callejón
José María Callejón Bueno (Motril, Granada, 11 de febrero de 1987), conocido deportivamente como José Callejón, es un exfutbolista español que jugaba como delantero.
Es hermano gemelo del también futbolista Juanmi Callejón.
Desde el 6 de enero de 2018 es el máximo goleador histórico español de la Serie A, fecha en la que superó el registro de Luis Suárez quien anotó un total de 50 goles en el campeonato.

## Trayectoria

### Categorías inferiores
Formado en la escuela de la Agrupación Deportiva de Fútbol Costa Tropical hasta que en septiembre del año 2002 pasa junto a su hermano Juanmi Callejón a las categorías inferiores del Real Madrid. En ellas va ascendiendo hasta que consigue llegar hasta el primer filial del club.

### Real Madrid Castilla
Debutó como jugador profesional en el Real Madrid Castilla la temporada 2006/07, en Segunda División.
La siguiente campaña, en 2.ª División B, anotó 21 goles en 37 partidos, siendo el máximo anotador del Grupo II, premio compartido con el delantero del Celta de Vigo B Goran Marić, que marcó 21 goles en los 32 partidos que jugó.

### Real Club Deportivo Espanyol

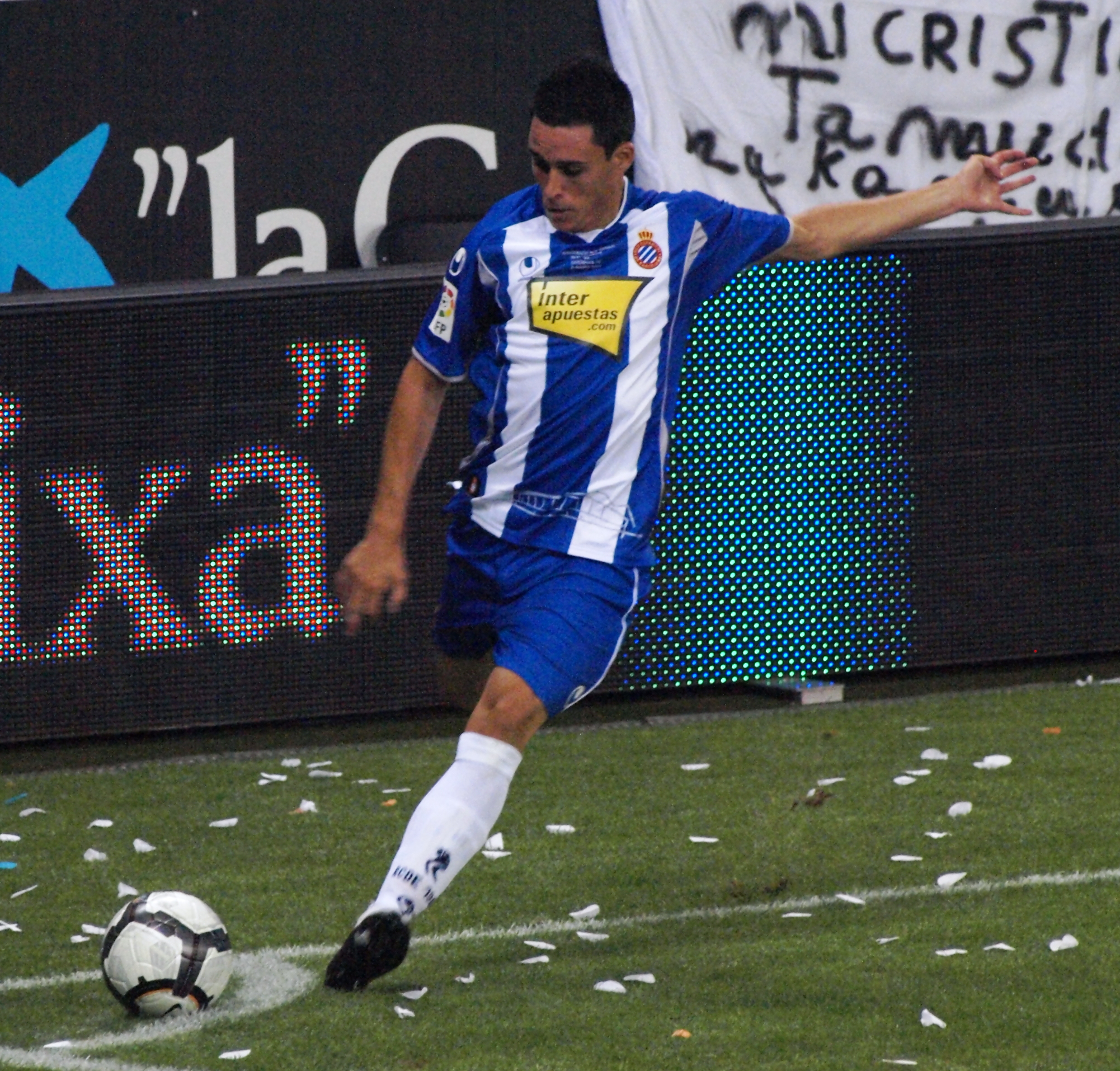
Callejón en el Español, durante la inauguración del Estadio Cornellà-El Prat.

El 18 de junio de 2008 fue traspasado por 1,2 millones de euros al Real Club Deportivo Espanyol de Barcelona, con el que firmó un contrato por cuatro temporadas. Hasta ese momento había compartido vestuario con su hermano Juanmi, que actualmente juega en el Marbella Fútbol Club.
Hizo su debut con el equipo «perico» en Primera División el 20 de septiembre de 2008, tras partir como suplente, en un empate a 1 en casa ante el Getafe C. F.
El 15 de marzo de 2009, el Español luchó enormemente en la liga y finalmente terminó en la 10.ª posición. Callejón marcó su primer gol para los catalanes en un empate en casa 3-3 ante el R. C. D. Mallorca. Él continuó siendo un titular indiscutible a las órdenes de Mauricio Pochettino en las temporadas siguientes, en las que jugó principalmente como lateral y como interior derecho.

### Real Madrid
Para la temporada 2011-12 fue recomprado por el Real Madrid con un contrato de cinco años, a partir del 1 de julio, por una cifra de € 5,5 millones. En el primer partido de pretemporada del Real Madrid, Callejón tuvo un papel importante contra Los Ángeles Galaxy y marcó su primer gol en el primer equipo el 17 de julio de 2011. Durante la pretemporada apuntó maneras y consiguió marcar 4 goles. Marcó su primer gol en la Liga con el Madrid el 2 de octubre, ante su exequipo, el Espanyol.
Marcó dos goles en Liga de Campeones ante el Dinamo de Zagreb el 22 de noviembre, siendo sus primeros tantos en Europa. En la siguiente jornada también marcó un doblete ante el Ajax Ámsterdam.
El 13 de diciembre fue titular en la Copa del Rey y marcó el primer gol del partido frente a la S. D. Ponferradina. El 20 de diciembre, en el partido de vuelta anotó un doblete.
El 14 de enero de 2012, fue tal vez el día que marcó su gol más importante hasta el momento con la camiseta "merengue", marcando el 1-2 que supuso la victoria contra el Mallorca en el minuto 84.
El 2 de mayo, Callejón obtuvo su primer título con el club blanco: la Liga española. El Real Madrid se proclamó campeón en el estadio de San Mamés a falta de 2 jornadas, ganando a los "leones" por 0-3. El jugador de Motril disputó el partido como titular y en el minuto 86 fue sustituido por Marcelo.

### Etapa en Italia

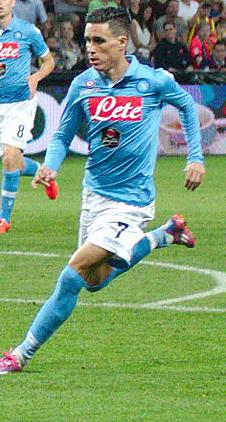
Callejón en el Napoli.

El 11 de julio de 2013 la S. S. C. Napoli italiana hizo oficial su traspaso en su página web, firmando el andaluz un contrato de cuatro años por una cantidad de 9 500 000 de euros. Marcó su primer gol con la camiseta napolitana en la jornada 1 de la temporada 2013/14, en un partido ante el Bolonia.
El 22 de octubre realizó su primer tanto europeo con la camiseta del Napoli, marcando el primer gol del partido de Liga de Campeones contra el Olympique de Marsella. Contribuyó a la victoria del Napoli en la Copa Italia, sobre todo gracias a sus goles contra el Atalanta B. C. (doblete) y en la semifinal de vuelta contra la A. S. Roma. Su primera temporada en Nápoles se concluyó con un total de 47 presencias y 20 tantos (15 en la liga, 3 en la copa y 2 en Champions).
Su segunda temporada comenzó con 7 goles en las primeras ocho fechas de la liga. El 22 de diciembre ganó la Supercopa de Italia contra la Juventus de Turín. Al final de la temporada totalizó 59 presencias y 12 goles (11 en Serie A y 1 en la Liga Europea contra el Wolfsburgo alemán).
En su tercera temporada napolitana marcó sus primeros goles el 17 de septiembre, gracias al doblete realizado ante el Club Brujas en la Liga Europa (finalizada 5 a 0 para los italianos). El 31 de enero realizó el primer doblete de la temporada en la liga contra el Empoli (5 a 1). Finalizó la temporada con 47 presencias y 13 goles (7 en la liga, 3 en la copa y 5 en la Liga Europea).
El 29 de octubre de 2017, gracias a un gol contra el Sassuolo, se convirtió en el máximo artillero español de la Serie A italiana, con 52 goles.
El 20 de octubre de 2018, en ocasión de un partido ante el Udinese Calcio, por primera vez disputó los 90 minutos con el brazalete de capitán. El 20 de enero de 2019 volvió a marcar un gol en el partido de local contra la S. S. Lazio, ganado con resultado final de 2 a 1 a favor de los napolitanos. El 28 de abril siguiente, ante el Frosinone, alcanzó los 300 partidos jugados con la camiseta azzurra. Durante esa temporada marcó 4 goles y 10 asistencias.
El 17 de junio de 2020 ganó su tercer título con el Napoli, la Copa Italia, ganando la final contra la Juventus de Turín.
Tras haber finalizado su contrato con la S. S. C. Napoli al término de la temporada 2019-20, el 5 de octubre de 2020 firmó por la ACF Fiorentina.

### Regreso a España
El 25 de julio de 2022 firmó por el Granada C. F. por una temporada con opción de extender su contrato en función de determinados objetivos. Consiguieron ascender a Primera División, continuó un segundo año y en julio de 2024 se unió al Marbella F. C. Ayudó al equipo a lograr la permanencia en la última jornada, en la que marcó su undécimo gol de la temporada, en el que era el último partido de su carrera.

## Selección nacional
El 25 de marzo de 2008 debutó con la selección española sub-21 en un encuentro ante Kazajistán en el que marcó un gol.
El 7 de noviembre de 2014 Vicente Del Bosque, seleccionador español absoluto, lo incluyó en la lista de convocados para el partido de clasificación para la Eurocopa 2016 ante Bielorrusia y un amistoso ante Alemania. Ambos partidos se jugarían en territorio español, en Huelva y Vigo respectivamente.
El 12 de noviembre jugó contra Macedonia un partido de clasificación para el Mundial de Rusia de 2018 en el Nuevo Estadio de Los Cármenes de Granada.

## Estadísticas

### Clubes
Actualizado al último partido disputado en su carrera.
| Club                                | Div.          | Temporada     | Liga  | Liga  | Copas | Copas | Internacional | Internacional | Total | Total |
| Club                                | Div.          | Temporada     | Part. | Goles | Part. | Goles | Part.         | Goles         | Part. | Goles |
| ----------------------------------- | ------------- | ------------- | ----- | ----- | ----- | ----- | ------------- | ------------- | ----- | ----- |
| Real Madrid Castilla C. F. · España | 2.ª           | 2006-07       | 5     | 0     | 0     | 0     | —             | —             | 5     | 0     |
| Real Madrid Castilla C. F. · España | 2.ª B         | 2007-08       | 36    | 21    | 0     | 0     | —             | —             | 36    | 21    |
| Real Madrid Castilla C. F. · España | Total club    | Total club    | 41    | 21    | 0     | 0     | 0             | 0             | 41    | 21    |
| R. C. D. Espanyol · España          | 1.ª           | 2008-09       | 24    | 2     | 6     | 2     | —             | —             | 30    | 4     |
| R. C. D. Espanyol · España          | 1.ª           | 2009-10       | 36    | 3     | 1     | 0     | —             | —             | 37    | 3     |
| R. C. D. Espanyol · España          | 1.ª           | 2010-11       | 37    | 5     | 2     | 0     | —             | —             | 39    | 6     |
| R. C. D. Espanyol · España          | Total club    | Total club    | 97    | 10    | 9     | 2     | 0             | 0             | 106   | 13    |
| Real Madrid C. F. · España          | 1.ª           | 2011-12       | 25    | 5     | 6     | 3     | 5             | 5             | 36    | 13    |
| Real Madrid C. F. · España          | 1.ª           | 2012-13       | 30    | 3     | 7     | 2     | 4             | 2             | 41    | 7     |
| Real Madrid C. F. · España          | Total club    | Total club    | 55    | 8     | 13    | 5     | 9             | 7             | 77    | 20    |
| S. S. C. Napoli · Italia            | 1.ª           | 2013-14       | 37    | 15    | 5     | 3     | 10            | 2             | 52    | 20    |
| S. S. C. Napoli · Italia            | 1.ª           | 2014-15       | 38    | 11    | 5     | 0     | 16            | 1             | 59    | 12    |
| S. S. C. Napoli · Italia            | 1.ª           | 2015-16       | 38    | 7     | 2     | 1     | 7             | 5             | 47    | 13    |
| S. S. C. Napoli · Italia            | 1.ª           | 2016-17       | 37    | 14    | 4     | 2     | 8             | 1             | 49    | 17    |
| S. S. C. Napoli · Italia            | 1.ª           | 2017-18       | 38    | 10    | 2     | 0     | 10            | 2             | 50    | 12    |
| S. S. C. Napoli · Italia            | 1.ª           | 2018-19       | 34    | 3     | 2     | 0     | 11            | 1             | 47    | 4     |
| S. S. C. Napoli · Italia            | 1.ª           | 2019-20       | 35    | 4     | 5     | 0     | 7             | 0             | 47    | 4     |
| S. S. C. Napoli · Italia            | Total club    | Total club    | 257   | 64    | 25    | 6     | 69            | 12            | 351   | 82    |
| ACF Fiorentina · Italia             | 1.ª           | 2020-21       | 20    | 0     | 2     | 1     | —             | —             | 22    | 1     |
| ACF Fiorentina · Italia             | 1.ª           | 2021-22       | 30    | 1     | 3     | 0     | —             | —             | 33    | 1     |
| ACF Fiorentina · Italia             | Total club    | Total club    | 50    | 1     | 5     | 1     | 0             | 0             | 55    | 2     |
| Granada C. F. · España              | 2.ª           | 2022-23       | 42    | 4     | 2     | 0     | —             | —             | 44    | 4     |
| Granada C. F. · España              | 1.ª           | 2023-24       | 25    | 0     | 1     | 1     | —             | —             | 26    | 1     |
| Granada C. F. · España              | Total club    | Total club    | 67    | 4     | 3     | 1     | 0             | 0             | 70    | 5     |
| Marbella F. C. · España             | 1.ª F         | 2024-25       | 38    | 11    | 3     | 0     | —             | —             | 41    | 11    |
| Marbella F. C. · España             | Total club    | Total club    | 38    | 11    | 3     | 0     | 0             | 0             | 41    | 11    |
| Total carrera                       | Total carrera | Total carrera | 605   | 119   | 58    | 15    | 78            | 19            | 741   | 153   |
| 1. 2. 3.                            |               |               |       |       |       |       |               |               |       |       |

## Palmarés

### Campeonatos nacionales
| Título              | Club              | País   | Año  |
| ------------------- | ----------------- | ------ | ---- |
| Liga de España      | Real Madrid C. F. | España | 2012 |
| Supercopa de España | Real Madrid C. F. | España | 2012 |
| Copa Italia         | S. S. C. Napoli   | Italia | 2014 |
| Supercopa de Italia | S. S. C. Napoli   | Italia | 2014 |
| Copa Italia         | S. S. C. Napoli   | Italia | 2020 |